# Spinatimonomma doriae
Spinatimonomma doriae is een keversoort uit de familie van de somberkevers (Zopheridae). De wetenschappelijke naam van de soort werd in 1872 gepubliceerd door Raffaello Gestro.